# Attentat du 25 juin 2022 à Oslo
L'attentat du 25 juin 2022 à Oslo est une fusillade de masse survenue à Oslo en Norvège, dans trois endroits dont un bar gay, au cours de laquelle deux personnes sont tuées et 21 autres blessées.
Selon la police, l'attaque aurait visé la marche des fiertés en préparation à Oslo. Son auteur a été arrêté et fait l'objet d'une enquête pour terrorisme islamique,.

## Attentat

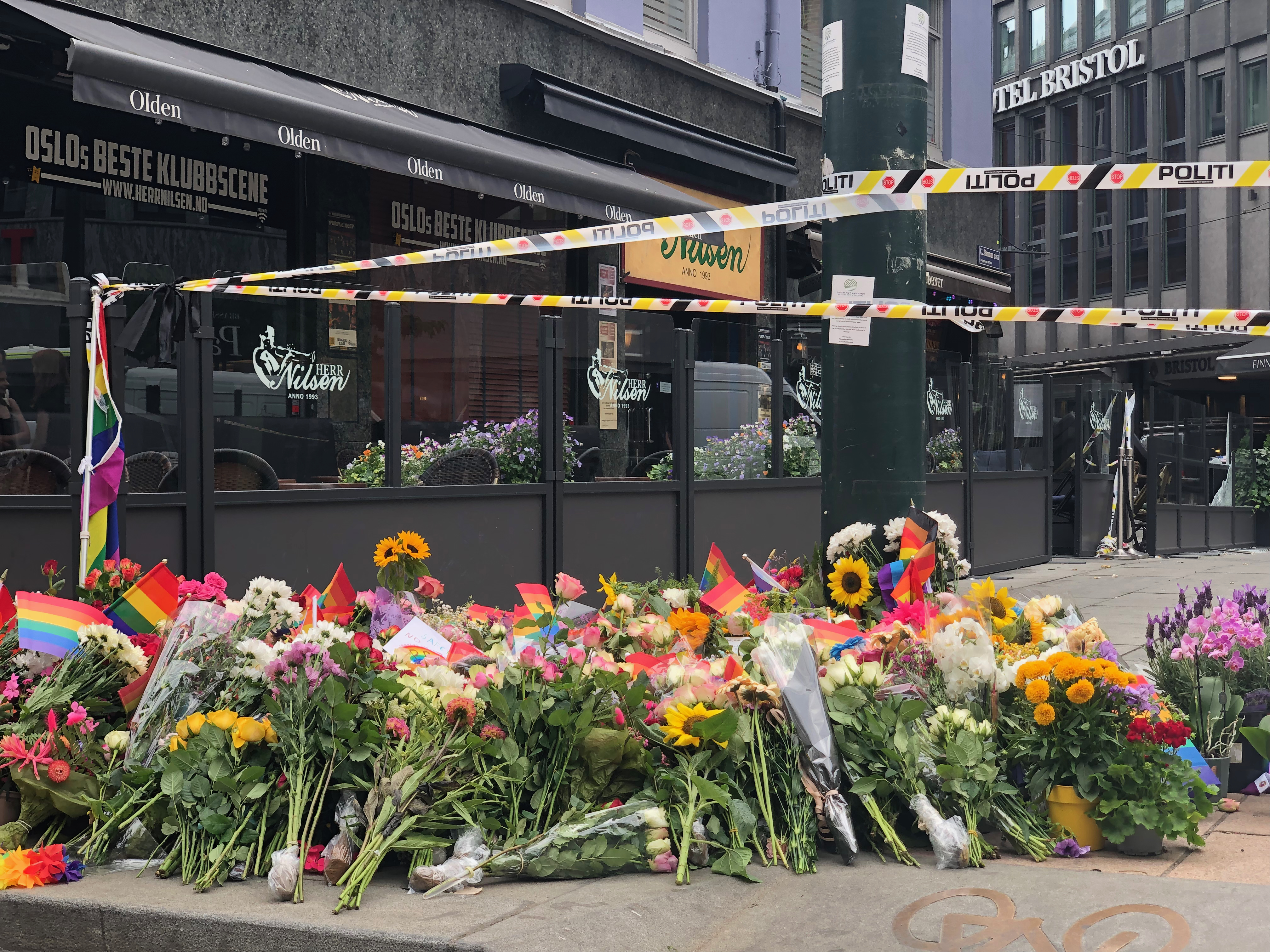
Les personnes en deuil ont déposé les fleurs avec des drapeaux arc-en-ciel au Herr Nilsen Jazz Club, le jour même après la fusillade.

La première fusillade a eu lieu au London Pub, un bar gay populaire et une discothèque. L'agresseur s'est ensuite rendu dans deux autres endroits à proximité, dont le club de jazz Herr Nilsen et un restaurant à emporter. Un journaliste de la NRK a rapporté qu'il avait sorti une arme de son sac avant la fusillade. Il a été arrêté cinq minutes après l'attaque.

## Auteur
Le suspect est identifié comme étant Zaniar Matapour, un Iranien norvégien de 42 ans, qui a quitté l'Iran pour la Norvège en 1991 alors qu'il avait 12 ans. Il est accusé de meurtre, de tentative de meurtre et d'actes de terrorisme,.
Selon le radiodiffuseur public NRK, Matapour a été en contact avec Arfan Bhatti, un extrémiste islamiste norvégien ayant été condamné à plusieurs reprises pour violence. Le 14 juin, Bhatti avait notamment publié  sur Facebook un drapeau arc-en-ciel brûlant avec une légende appelant au meurtre de personnes LGBT+. Bhatti est une figure de proue des Profetens Ummah, une organisation islamiste basée en Norvège, ayant recruté des personnes pour l'État islamique. Selon le tabloïd Verdens Gang, Matapour avait été arrêté par la police en avril alors qu'il se trouvait dans la même voiture que Bhatti.
Connu pour un « long historique de violences et de menaces », déjà condamné par le passé pour port d'un couteau et possession de stupéfiants, Zaniar Matapour avait été repéré dès 2015 par les services de renseignement du fait de sa radicalisation et de son appartenance à un réseau islamiste extrémiste, mais les services avaient jugé un mois plus tôt que celui-ci n'avait « pas d'intentions violentes »,.

## Enquête
Dans un rapport rendu public en juin 2023, sept experts déclarent que la police norvégienne aurait pu empêcher cet attentat si elle avait agi sur une dénonciation fournie par une agence de renseignement étrangère.

## Réactions
L'hôpital de l'université d'Oslo a indiqué qu'il était passé en alerte rouge à la suite de l'attaque. La marche des fiertés qui devait se tenir à Oslo le lendemain a été annulée à la suite de la fusillade,.

## Procès
Le procès débute au tribunal d'Oslo le 12 mars 2024 jusqu'à la mi-mai avec Zaniar Matapour comme accusé. La défense plaide que son client souffre de schizophrénie paranoïde et qu'il manquait de discernement au moment des faits. Les experts psychiatres étant très divisées sur la question, la cour rétorque que le prévenu « comprenait parfaitement ce qu'il faisait avant et pendant l'attaque ». Le 4 juillet, Zaniar Matapour est condamné à trente ans de prison extensibles, dont un minimum de vingt ans.   